# Санта-Мария-Акапулько
Санта-Мария-Акапулько (исп. Santa María Acapulco) — муниципалитет в Мексике, входит в штат Сан-Луис-Потоси. Население — 588 человек.